# Cornélis Henri de Witt
Pour les articles homonymes, voir de Witt.
Cet article concerne l'historien français. Pour l'homme d'État néerlandais, voir Cornelis de Witt.
Cornélis Henri de Witt (21 novembre 1828 à Paris - 14 décembre 1889 au Val-Richer) est un historien, industriel et homme politique français.

## Biographie

### Origines familiales
Cornélis Henri de Witt naît le 21 novembre 1828 à Paris. Il est le fils du grand notable hollandais Guillaume Corneille de Witt, réfugié à Paris en 1787, ambassadeur de la République batave en Suisse, naturalisé français en 1806, sous-préfet d'Amsterdam sous l'Empire:199 et ancien auditeur au Conseil d'État, et de Suzanne Caroline Temminck, fille d'un trésorier de Compagnie néerlandaise des Indes orientales et sœur du zoologiste Coenraad Jacob Temminck. Il est le frère cadet de Conrad de Witt, né en 1824.
Les ancêtres de la famille font fortune dans la compagnie des Indes néerlandaises. Les frères ne descendent cependant pas du grand-pensionnaire de Hollande Jan de Witt:199.
Les frères sont orphelins de père et mère en 1838. Ils passent alors avec leur sœur Elisabeth dite Betsi sous l'autorité de leurs tantes maternelles:198.

### Double mariage
Cornélis étudie avec Anatole Prévost-Paradol et Hippolyte Taine. Il fait connaissance au collège de Bourbon (aujourd'hui lycée Condorcet) avec Guillaume Guizot, fils du ministre François Guizot. Il partage avec celui-ci les leçons particulières de Camille Rousset, jeune professeur d'histoire:198.
À partir de 1846, Cornélis et Conrad fréquentent l'appartement du ministère des Affaires étrangères boulevard des Capucines où résident les Guizot. Cornélis visite même ces derniers à Londres lors de leur exil à la suite de la révolution de 1848. Au retour de la famille au Val-Richer en juillet 1849, les frères sont les premiers invités et se rapprochent des deux sœurs Henriette et Pauline. Cette dernière écrit dans son journal : en plein culte familial, début mars 1850, « mon père nous a donné sa bénédiction à toutes deux, sous le portrait de notre mère, en nous disant : ''elle serait bien heureuse aujourd'hui'' »:198-199.
Le 18 mars 1850, son frère Conrad épouse Henriette Guizot. Le 18 mai 1850, c'est au tour de Cornélis d'épouser Pauline Guizot. 
Le couple a sept enfants :
- Marie Françoise Elisabeth, née le 20 juin 1851 à Paris et morte le 5 septembre 1895. Le 16 mai 1870, elle épouse au temple de l'Oratoire le banquier Théodore Vernes (-1888), fils de l'officier Félix Vernes. Le couple n'a pas d'enfants.
- Cornélis Henry Wilhelm de Witt, né le 29 mai 1852 à Paris et mort en 1923. Il est officier, conseiller général du Lot-et-Garonne, administrateur de sociétés et membre du comité de la Société de l'Histoire du Protestantisme français. Le 2 février 1881, il épouse Madeleine de la Bruyère (1852-1941). Le couple a quatre enfants.
- Robert Conrad Guillaume, né le 14 décembre 1854 à Paris (1er arrondissement) et mort le 6 novembre 1881 au Val-Richer à Saint-Ouen-le-Pin. Le 20 février 1878, il épouse au temple du Saint-Esprit Sophie François Gaillard de Witt (1856-1944). Le couple a des enfants. En 1885, sa veuve se remarie à René Boudon.
- Pierre Gaston, né le 6 août 1857 au Abbaye du Val-Richer (Saint-Ouen-le-Pin, Normandie) et mort le 30 janvier 1892 à Paris. Il est conseiller général du Calvados ét historien. Le 26 février 1883, il épouse Gabrielle de La Bruyère. Le couple n'a pas d'enfants. En 1894, sa veuve se remarie à Robert Jameson.
- Rachel Lucy Gabrielle, née le 30 juin 1861 au Val-Richer et morte le 19 mars 1879 à Paris.
- Suzanne Marie Juliette, née le 17 janvier 1866 au Val-Richer et morte en 1934. Le 25 mars 1885, elle épouse au temple du Saint-Esprit l'avocat à la Cour d'appel Charles Cambefort (3 juillet 1858-1919), fils de Jules Théodore Cambefort et d'Anne Augustine Morin. Le couple a un fils et deux filles.
- François Jean Henry, née le 22 mai 1870 à Paris (8ème arrondissement) et mort le 14 mai 1939. Il est saint-cyrien, colonel, officier de la Légion d'Honneur, croix de guerre, maire d'Ottrott. Il est président de la Société de l'Histoire du Protestantisme français de 1935 à 1939. Par décret de 1902, il est autorisé à s'appeler « de Witt-Guizot ». Le 26 octobre 1896, il épouse au temple de l'Etoile Marthe Renouard de Bussière (-1949). Le couple a quatre filles.

A Guillaume Guizot, Sainte-Beuve dit au sujet de Cornélis : « Il est né gendre de monsieur votre père »:198. En effet, ils partagent tous deux un grand intérêt à la fois pour l'histoire et pour la politique. Par ailleurs, les frères sont également calvinistes. Son beau-père lui écrit en 1852 : « J'ai été bien préoccupé de l'avenir de mes filles. J'étais très difficile et par conséquent très inquiet pour elles. Vous avez, votre frère et vous, réalisé mes rêves et dépassé mes espérances. Je trouve votre bonheur intérieur si complet et si bon que je ne demande pour vous rien de plus »:199. En 1861, Hippolyte Taine de retour du Val-Richer écrit à Cornélis : « Il me semble que j'ai appris chez vous ce que c'est que la famille, la maison et l'héritage. [...] Ce qu'il y a de mieux c'est que je vous crois capables de subir le malheur, sans vous désorganiser ni vous troubler »:211-212.
Sa sœur Elisabeth, toujours célibataire à 28 ans, épouse le 4 mars 1854 Gaston Gaillard, fonctionnaire des Finances issu d'une bonne famille protestante du Gard. En 1878, la fille aînée d'Elisabeth et Gaston, Sophie Gaillard, épouse Robert de Witt, troisième enfant de Cornélis et Pauline:199-200.
Conrad et Henriette exploitent le domaine du Val-Richer à partir de 1855 et ne le quittent plus jamais. Cornélis et Pauline y vivent également jusqu'en 1867, date à laquelle ils s'installent à Paris. L'été, les familles se retrouvent dans le domaine familial autour du patriache:200.
Le 28 février 1874, Pauline de Witt meurt de la tuberculose en villégiature médicale à Cannes, entourée de son mari, de ses enfants et de sa sœur Henriette, qui écrit à son père absent : « Elle est si belle et si douce dans son éternel repos. Elle vous ressemble, et à François [son demi-frère, fils de Pauline de Meulan, mort en 1837] »:200.

### Carrière
Il devient administrateur des Mines de la Grand-Combe, de la Société algérienne, des Chemins de fer lombards, collabore à la Revue des deux Mondes et publie quelques travaux historiques dont Histoire de Washington et de la fondation de la République des États-Unis (1855) et Thomas Jefferson (1861).
L'une de ses œuvres les plus connues en France est la comparaison effectuée dans La Société française et la société anglaise au XVIIIe siècle.
Il est élu le 8 février 1871 représentant du Calvados à l'Assemblée nationale et prend place au centre droit. Il vote pour la démission de Thiers, pour le septennat, pour le ministère de Broglie, pour les lois constitutionnelles.
Il est sous-secrétaire d'État au ministère de l'Intérieur (le ministre titulaire était alors François de Chabaud-Latour), du 21 juillet 1874 au 25 mars 1875. Candidat des droites (décembre 1875) à un siège de sénateur inamovible, il n'est pas élu, non plus qu'aux élections législatives du 20 février 1876, comme candidat dans l'arrondissement de Pont-l'Évêque.

## Publications
- La Société française et la société anglaise au XVIIIe siècle, Paris, Michel Lévy frères, 1864, 254 p. (lire en ligne).
- Histoire de Washington et de la fondation de la république des États-Unis, Paris, Didier, 1855.
- Thomas Jefferson ; étude historique sur la démocratie américaine, Paris, Didier, 1861.
- Ma famille : souvenirs, 1848-1889, Paris, Impr. de Vaugirard, 1917.
- En pensant au pays, Paris : Hachette, 1912.

## Sources
1. 1 2 3 4 5 6 7 8 9 10 11  Laurent Theis, François Guizot, Paris, Librairie Arthème Fayard, 2008, 553 p. (ISBN 978-2-286-04378-0)
2. ↑  « GUIZOT, "François" », sur Huguenots de France et d'ailleurs (consulté le 4 janvier 2017), p. 500.

- « Cornélis Henri de Witt », dans Adolphe Robert et Gaston Cougny, Dictionnaire des parlementaires français, Edgar Bourloton, 1889-1891 [détail de l’édition]